# Regiunea Shinyanga
Shinyanga este o regiune a Tanzaniei a cărei capitală este Shinyanga. Are o populație de 3.278.000 locuitori și o suprafață de 51.000 km2.

## Subdiviziuni
Această regiune este divizată în 8 districte:
- Bariadi
- Bukombe
- Kahama
- Kishapu
- Maswa
- Meatu
- Shinyanga Rural
- Shinyanga Urban